# Atopognathus leucomerus
Atopognathus leucomerus är en tvåvingeart som först beskrevs av Walker 1864.  Atopognathus leucomerus ingår i släktet Atopognathus och familjen bredmunsflugor. Inga underarter finns listade i Catalogue of Life.